# Сквер Василия Ракова
Сквер Василия Ракова — сквер в Московском районе Санкт-Петербурга.

## История
23 сентября 2020 года присвоение скверу на Авиационной улице у дома № 38 имени Василия Ракова было одобрено Топонимической комиссией Санкт-Петербурга.
9 декабря 2020 года сквер был назван в честь военного летчика, дважды Героя Советского Союза, участника обороны Ленинграда Василия Ивановича Ракова (1909—1996), уроженца Санкт-Петербурга.
В Московском районе Санкт-Петербурга в часть героев Великой Отечественной войны также названы:
- улица Галстяна;
- улица Гастелло;
- улица Севастьянова;
- улица Типанова.

## Характеристика
Площадь сквера составляет около 0,29 га.